# Magnolia gioi
Espèce
Magnolia gioi est une espèce ds de la famille des Magnoliaceae. C'est un arbre trouvé en Chine et au Viêt Nam.
Selon Plants of the World Online, c'est un synonyme de Magnolia hypolampra.

## Description
C'est un arbre.

## Répartition et habitat
C'est une plante trouvée en Chine (sud du Yunnan, Guangxi) et au Viêt Nam. Elle prospère dans un milieu tropical humide.